# Онуфрів Марта
Ма́рта Ону́фрів (народилася 27 лютого 1942, Львів) — українська журналістка, публіцистка, правозахисниця, поетеса, авторка книг, громадська діячка діаспори в Канаді.

## Життєпис
Народилася в священичій родині. Батько з 1944 року на еміграції. Мати, громадянка США, вимушено зосталася в повоєнному СРСР. Майже всі члени родини брали участь у національно-визвольному русі.
Закінчила Львівський політехнічний інститут (1966). Працювала за спеціальністю. У березні 1991 року виїхала з Радянської України до Торонто (Канада), де проживав її старий батько, греко-католицький священик. Громадянка України з постійним місцем проживання в Канаді. Дружина канадсько-українського оперного й камерного співака Йосипа Гошуляка.
До журналістики прийшла, будучи активним членом УГС. Працювала в канадсько-українських тижневиках «Україна і світ», «Міст», була редактором журналу «Гуцульшина», нині — кореспондент Інтернет-газети еПОШТА. Окрім того, в Торонто вела авторські передачі (політичні й мистецькі) на українських радіопрограмах «Прометей», «Рідна мова», «Міст» і «Поступ». Автор сотень політичних статей, культурологічних і мовних розвідок, рецензій, репортажів тощо.

## Громадсько-політична діяльність
- через порушення прав людини в 1989 році дійшла до Верховної Ради СССР;
- упродовж трьох років була членом Української Гельсінської Спілки;
- у Канаді — координатором Північноамериканської групи підтримки Комітету «Україна без Кучми»;
- довгі роки була правозахисником у справах України (СКУ);
- нині — член Канадської групи сприяння демократії в Україні;
- Під час останніх президентських виборів, як громадянка України, агітувала (радіо, телебачення, авторські статті, зустрічі з громадськістю) в Галичині за Юлію Тимошенко як безальтернативний вибір[2].

## Журналістика
Як журналістка, останнім часом спеціалізується на українській політичній тематиці.
Міжнародний журналіст під час виборів в Україні — 2004, 2007, 2008, 2010 роки {посвідчення ЦВК}. Активний учасник Помаранчевої революції (репортажі з України в діаспорній пресі).

## Поетеса
Автор поетичної збірки «Просінь», передмову до якої написав літератор, літературний критик Євген Баран, назвавши збірку «талановитою».
Дружина, а також редактор/упорядник чотирьох книг Йосипа Гошуляка й про нього.
- Спогади Йосипа Гошуляка «Й свого не цурайтесь» (Каменяр, Львів, 1995, 589 сторінок).

«Дослідників української музичної культури захоплює все у цій, за обсягом у 590 сторінок (16 аркушів друку), багатодокументальній книжці: поліграфічна культура, 60 високоякісних (нових у друкові) фотографій, вдалий тематичний уклад розділів, підрозділів, зроблених журналісткою Мартою Онуфрів» (Петро Медведик. Унікальне видання з історії музики. Тернопільська газета, 13 серпня 1998).
- Нотний збірник «Пісні, думи та романси з репертуару Йосипа Гошуляка» (Джура, Тернопіль, 1999, 235 сторінок).
- Мистецький фотоальбом «Йосип Гошуляк. Миті життя» (Джура, Тернопіль, 2002, 107 сторінок).

«І ось — дарунок усім шанувальникам музичного мистецтва: тернопільське видавництво „Джура“ надрукувало фотоальбом „Йосип Гошуляк. Миті життя“ (редактор і упорядник Марта Онуфрів)… Згаданий фотоальбом як за обсягом використаних матеріалів, так і їх узагальненням набирає значення цікавої та глибокої дослідницької музикознавчої праці» (Андрій Тулянцев. Йосип Гошуляк повертається в Україну. Бористен № 2 (140) 2003, сторінка 17).
- «Орав свій переліг» (В/Д Києво-Могилянська академія, Київ, 2012, 909 сторінок).

«Найновіший шедевр (чомусь боїмося цього чужинського слова, що означає межу досконалості й визнання)- книга „Орав свій переліг. Йосип Гошуляк: від маминої пісні до вершин вокалістики“… Хоча потрібно було розпочати перелік матеріалів від ґрунтовного й об'ємистого (54 сторінки!) вступного нарису п. Марти „До мистецтва крізь призму людських відносин“, у якому піднято потужний пласт української культури».
Є автором:
- есею «Судилище триває» (справа Івана Дем'янюка).
- історичного нарису «Спонука до чину» (співавтор, спогади її батька-священика про похорон гетьмана Скоропадського, поклала на історичне тло; «Каменяр», Львів, 1996, 69 сторінок).
- книги на документальній основі «Дорогами долі» (про боротьбу передвоєнної й воєнної Галичини за волю України; «Коло», Дрогобич, 2006, 532 сторінки).

## Твори
- Марта Онуфрів. Просінь. — Стрий : Щедрик, 2002. — 115 с.
- Марта Онуфрів. Судилище триває. — Львів : Каменяр, 1995. — 37 с.
- «Спонука до чину» (співавтор, «Каменяр», Львів, 1996, 69 сторінок).
- Марта Онуфрів. Дорогами долі. — Дрогобич : Коло, 2006. — 532 с..

## Відзнаки
- Лауреат обласної літературної премії ім. Наталії Давидовської, Львів (Благодійний фонд імені поетеси Наталі Давидовської. Рішення обласного журі, 7 грудня 1997).
- Диплом вищої театральної нагороди «Січеславна-2012», Дніпропетровськ-Запоріжжя, 2012 р.: «пропаганда театрального мистецтва» — створення книги «Орав свій переліг» (Спеціальний диплом Дніпропетровського міжобласного відділення Національної спілки театральних діячів України).